# Altenbuch (Wallersdorf)
Altenbuch ist eine Ortschaft im Markt Wallersdorf im niederbayerischen Landkreis Dingolfing-Landau. Bis 1978 bildete es eine selbstständige Gemeinde.

## Lage
Das Pfarrdorf Altenbuch liegt im Gäuboden etwa vier Kilometer nördlich von Wallersdorf an der Staatsstraße 2325.

## Geschichte
Herzog Tassilo III. übergab im 8. Jahrhundert das Herzogsgut Altenbuch im Donaugau mit 39 Hufen an Salzburg. 1228 trat der Erzbischof Eberhard von Salzburg seine und des Erzstiftes Güter und Zehnten zu Altenbuch an Herzog Ludwig den Kelheimer gegen die Grafschaft im Pinzgau ab. Um 1245 verglichen sich Abt Hermann von Niederaltaich und der Pfarrer von Altenbuch durch Schiedsspruch über die Aufteilung der Zehnten von Höfen in Gänsdorf.
Altenbuch bildete ein Amt und eine Obmannschaft im Landgericht Landau. 1818/1821 wurde die Gemeinde Altenbuch im Landgericht Landau an der Isar gebildet. 1905 erhielt Altenbuch eine Postagentur. 1912 wurde die Darlehenskasse Altenbuch gegründet. 1922 kam das elektrische Licht in den Ort. Am 1. Juli 1978 wurde im Zuge der Gebietsreform in Bayern die Gemeinde Altenbuch zusammen mit den Ortschaften Haidenkofen, Haidlfing, Wallersdorf, Ettling zum Markt Wallersdorf vereinigt. 2012 hatte Altenbuch an die 400 Einwohner.

## Sehenswürdigkeiten
- Pfarrkirche St. Rupert. Sie wurde 1765 neu erbaut. 1862 erhielt der Turm einen Spitzhelm, nach einem Orkan im November 1931 jedoch wieder eine Zwiebelhaube.

## Vereine
- Freiwillige Feuerwehr Altenbuch
- KLJB Altenbuch
- KRK Altenbuch
- Gartenbauverein Altenbuch
- TSV Altenbuch. Er wurde 1946 gegründet.